# Metopina nevadae
Metopina nevadae är en tvåvingeart som beskrevs av Schmitz 1957. Metopina nevadae ingår i släktet Metopina och familjen puckelflugor. Inga underarter finns listade i Catalogue of Life.